# 5073 Junttura
5073 Junttura (1943 EN) là một tiểu hành tinh vành đai chính được phát hiện ngày 3 tháng 3 năm 1943 bởi Y. Vaisala ở Turku.